# Култай
Култай (каз. Күлтай) — упразднённое село в Коргалжынском районе Акмолинской области Казахстана. Входило в состав Арыктинского сельского округа. Код КАТО — 116035200.

## География
Село распаголось в восточной части района, на расстоянии примерно 34 километров (по прямой) к юго-востоку от административного центра района — села Коргалжын, в 18 километрах к югу от административного центра сельского округа — села Арыкты. 

## История
Упразднено в 2019 г.

## Население
В 1989 году население села составляло 134 человек (из них казахи — 75%).

В 1999 году население села составляло 78 человек (41 мужчина и 37 женщин). По данным переписи 2009 года, в селе проживало 45 человек (26 мужчин и 19 женщин).
| Численность населения | Численность населения | Численность населения |
| 1989                  | 1999                  | 2009                  |
| --------------------- | --------------------- | --------------------- |
| 134                   | ↘78                   | ↘45                   |